# Torrejón de la Calzada
Torrejón de la Calzada ist eine spanische Gemeinde (municipio) in der Provinz Madrid in der Autonomen Gemeinschaft Madrid. Die Gemeinde zählte auf einer Fläche von 8,98 km² im Jahr 2024 insgesamt 10.378 Einwohner.

## Lage
Die Gemeinde liegt rund 27 km südwestlich von Madrid an der Autovía A-42, die von Madrid nach Toledo führt und hier von der Straße M-404 gekreuzt wird.